# Kenny Bundy
Kenny Bundy (Tulsa, 1981. március 9. –) amerikai labdarúgó, edző.

## Pályafutása

### Labdarúgóként
Bundy az oklahomai Tulsa városában született.
2003-ban mutatkozott be a Carolina Dynamo felnőtt keretében. 2003-ban a Dallas Sidekicks, míg 2004-ben a Wilmington Hammerheads szerződtette.

### Edzőként
2016-ban a Houston Dynamo akadémiájának igazgatója lett. 2019-ben egy kis ideig a Brazos Valley Cavalry edzője volt. 2022 szeptembere és novembere között az első osztályban szereplő Houston Dynamo ideiglenes vezetőedzője volt.

## Edzői statisztika
| Csapat                      | Nemzet                    | –tól                | –ig               | Mérkőzések | Mérkőzések | Mérkőzések | Mérkőzések | Mérkőzések |
| Csapat                      | Nemzet                    | –tól                | –ig               | M          | Gy         | V          | D          | Gy %       |
| --------------------------- | ------------------------- | ------------------- | ----------------- | ---------- | ---------- | ---------- | ---------- | ---------- |
| Houston Dynamo (ideiglenes) | Amerikai Egyesült Államok | 2022. szeptember 5. | 2022. november 8. | 6          | 2          | 1          | 3          | 33,3       |
| Összesen                    | Összesen                  | Összesen            | Összesen          | 6          | 2          | 1          | 3          | 33,3       |